# Randalia
Randalia és una població dels Estats Units a l'estat d'Iowa. Segons el cens del 2000 tenia 84 habitants.

## Demografia
Segons el cens del 2000, Randalia tenia 84 habitants, 32 habitatges, i 22 famílies. La densitat de població era de 147,4 habitants/km².
Dels 32 habitatges en un 31,3% hi vivien nens de menys de 18 anys, en un 53,1% hi vivien parelles casades, en un 12,5% dones solteres, i en un 31,3% no eren unitats familiars. En el 21,9% dels habitatges hi vivien persones soles el 6,3% de les quals corresponia a persones de 65 anys o més que vivien soles. El nombre mitjà de persones vivint en cada habitatge era de 2,63 i el nombre mitjà de persones que vivien en cada família era de 3,18.
Per edats la població es repartia de la següent manera: un 26,2% tenia menys de 18 anys, un 10,7% entre 18 i 24, un 26,2% entre 25 i 44, un 19% de 45 a 60 i un 17,9% 65 anys o més.
L'edat mediana era de 36 anys. Per cada 100 dones de 18 o més anys hi havia 87,9 homes.
La renda mediana per habitatge era de 36.875 $ i la renda mediana per família de 40.625 $. Els homes tenien una renda mediana de 25.625 $ mentre que les dones 23.571 $. La renda per capita de la població era de 12.018 $. Entorn del 24% de les famílies i el 23,6% de la població estaven per davall del llindar de pobresa.

## Poblacions més properes
El següent diagrama mostra les poblacions més properes.